# Terto
Tertuliano Severiano dos Santos (Recife, Brasil; 29 de diciembre de 1946 – Sao Paulo, Brasil; 9 de abril de 2024) fue un futbolista brasileño que jugó en la posición de delantero. Jugó quinientos partidos con el Sao Paulo FC, y es considerado como uno de los mejores futbolistas en la historia del club.

## Santa Cruz
Inició su carrera futbolística jugando en el Santa Cruz en 1965, época en la que el fútbol de Pernambuco estaba completamente dominado por el Náutico seis veces campeón estatal. 
Era un jugador valiente, ya que tenía poca capacidad técnica, pero tenía un gran vigor físico, lo que le permitía correr por todo el campo y jugar en diversas posiciones del medio campo y del ataque. Luego de grandes actuaciones en el Santa Cruz, llamó la atención del São Paulo que lo fichó. 

## São Paulo
En São Paulo debutó el 11 de febrero de 1968, en la victoria por 3-1 sobre el XV de Piracicaba, cuando entró en sustitución del hasta entonces titular Ismael. En su segundo partido, marcó el gol de la victoria por 1-0 sobre la Juventus, en los cuarenta minutos del segundo tiempo, lo que le convirtió en titular del equipo.
Terto jugó en el club durante diez años y fue uno de los destacados del ataque del São Paulo, que lo incluía a él, Pedro Rocha, Toninho Guerreiro y Paraná. En entrevista con un canal de televisión deportiva, Rocha dijo: "Ese ataque fue fantástico por la diferencia de actitudes. Terto era un jugador duro que siempre buscaba la victoria. Cuando yo jugaba en el medio campo izquierdo, siempre le metía el balón a su pie. Entonces, el defensor vino por detrás, chocó contra él y lo golpeó. Un buen día, me tocó y me dijo: 'Mira, extranjero, no me des más la pelota. Tú se la tiras al defensor y yo correré y voy a por la portería". 
Después de jugar durante diez años con el equipo Morumbi, también jugó en el Botafogo de Ribeirão Preto, Ferroviário do Ceará, Fortaleza y Catanduvense, donde puso fin a su carrera profesional en 1982. 
Había una pequeña escuela de fútbol en el barrio Jardim Umarizal, al sur de São Paulo. Al mismo tiempo, según el periodista Fábio Pizzato, era empleado del Tricolor desde los años 1980, trabajando como profesor de fútbol para los socios del club. 

## Muerte
Terto falleció el 9 de abril de 2024 a la edad de 77 años, siendo su muerte lamentada por el São Paulo Futebol Clube en las redes sociales. Murió de un ataque cardíaco en São Paulo, Brasil.

## Equipos
| Periodo   | Club            |
| --------- | --------------- |
| 1965–1967 | Santa Cruz FC   |
| 1968–1977 | São Paulo FC    |
| 1978      | Botafogo-SP     |
| 1979–1980 | Ferroviário-CE  |
| 1981      | Fortaleza EC    |
| 1982      | GE Catanduvense |

## Logros

### Club
- Torneio Hexagonal Norte-Nordeste: 1967
- Campeonato Paulista: 1971, 1972, 1975
- Torneio Nunes Freire: 1976
- Trofeo Colombino: 1969
- Campeonato Cearense: 1979[5]

### Individual
- Goleador de la Copa Libertadores: 1974 (7 goles)